# Riala församling
Riala församling är en församling i Upplands södra kontrakt i Uppsala stift. Församlingen ligger i Norrtälje kommun i Stockholms län och ingår i Roslagens östra pastorat.

## Administrativ historik
Församlingen har medeltida ursprung. År 1631 utbröts Norra Ljusterö församling och på 1640-talet Kulla församling.
Församlingen utgjorde till 1631 ett eget pastorat för att därefter till 1869 vara moderförsamling i pastoratet Riala, Kulla och Norra Ljusterö. Från 1869 till 1962 var den moderförsamling i Riala och Roslags-Kulla. Från 1962 till 1977 var församlingen annex i pastoratet Länna, Blidö, Riala och Roslags-Kulla samt från 1977 annexförsamling i pastoratet Länna, Blidö och Riala.  Från 2018 ingår församlingen i Roslagens östra pastorat.

## Kyrkor
- Riala kyrka